# 吾妻山 (桐生市)
吾妻山（あづまやま）は、群馬県桐生市にある標高481.1mの山である。ぐんま百名山の一つである。

## 概要
桐生市街地の北西部に位置し、堤町・宮本町・川内町にまたがる。桐生駅から吾妻公園を通って山頂まで鳴神吾妻ハイキングコース（首都圏自然歩道の一部）が通る。山頂からは関東平野を一望できる。山頂から北は尾根の縦走路で、首都圏自然歩道は萱野山から西に向かい鷹ノ巣が終点となっており、鳴神吾妻ハイキングコースは萱野山からさらに北の鳴神山に通じている。
旧市内の最高峰であることから、桐生市の象徴といえる山である。桐生市中心部の小学校・中学校や高等学校の校歌にも登場し、市民に広く親しまれている。

## 関連項目

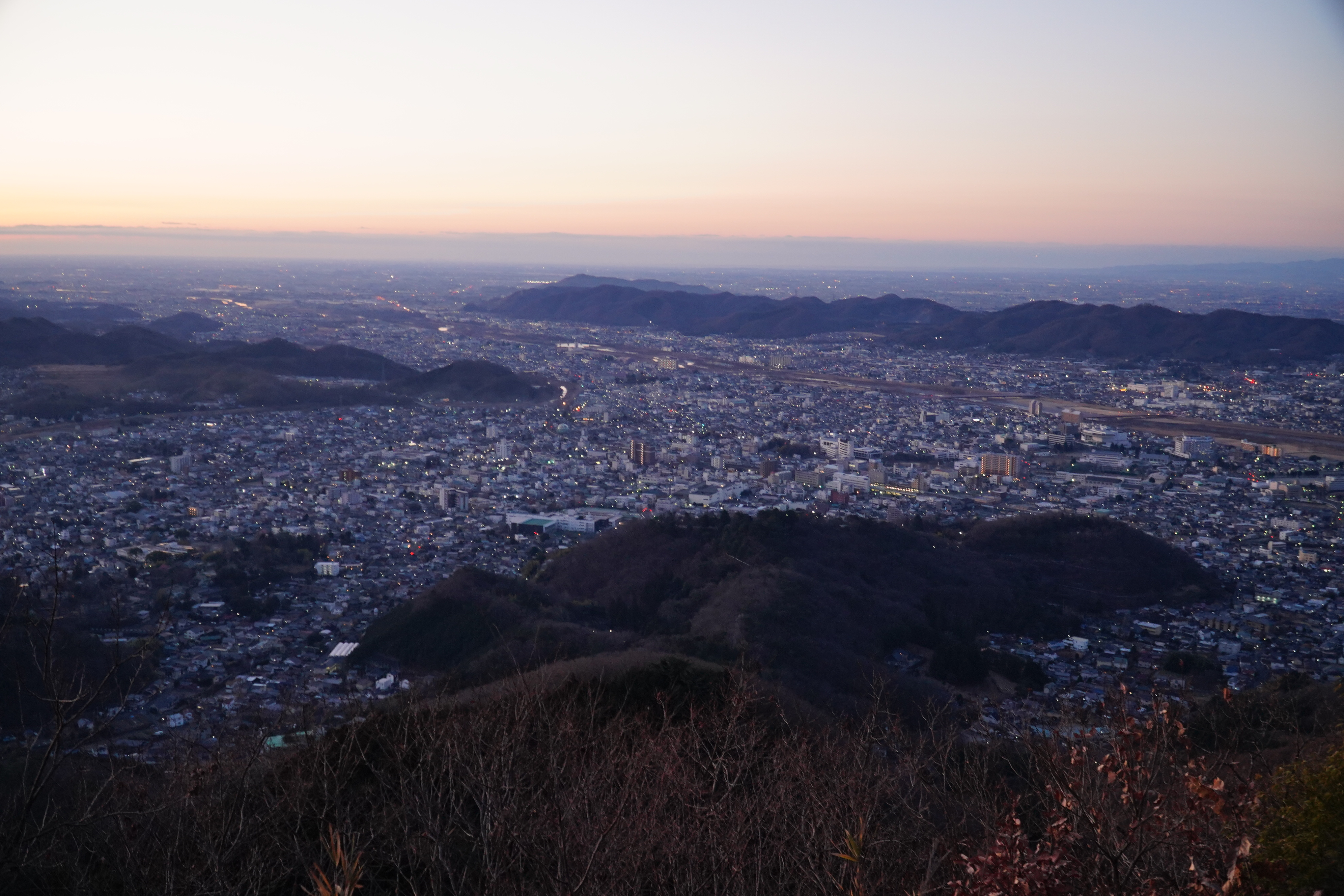